# ヒグリン
ヒグリン(Hygrine)は、主にコカの葉(0.2%)に含まれるピロリジンアルカロイドである。1889年にカール・リーバーマンによって、コカインに付随するアルカロイドとしてクスコヒグリンとともに初めて単離された。ヒグリンは濃い黄色の液体として抽出され、刺激性のある味と香りを持つ。